# Tahikininski receptor 3
Tahikininski receptor 3, ili TACR3, je protein koji je kod čoveka kodiran TACR3 genom.

## Funkcija
Ovaj gen pripada familiji gena koji dejstvuju kao receptori za tahikinine. Receptorski afiniteti su određeni varijacijama 5'-kraja sekvence. Receptori iz ove familije su interaguju sa G proteinima i sadrže 7 hidrofobnih transmembranskih regiona. Ovaj gen kodira receptor za tahikinin neurokinin 3, koji je takođe poznat kao neurokinin B.

## Selektivni ligandi
Nekoliko selektivnih liganda je dostupno za , pri čemu su dva jedinjenja: osanetant i talnetant u kliničkim ispitivanjima za lečenje šizofrenije i drugih indikacija.

### Agonisti
- Senktid - 7-aminokiselinski polipeptid,  selektivan

### Antagonisti
- Osanetant
- Talnetant
- -222,200 - potentan i selektivan antagonist, Ki = 4.4 nM, 3-Metil-2-fenil--1-fenilpropil]-4-hinolinkarboksamid
- -218,795 - selektivniji od SB-222,200, Ki = 13nM, (R)-[(2-fenil-4-hinolinilkarbonil)amino]-metil ester benzensirčetna kiselina

## Literatura
1. ↑  Huang RR, Cheung AH, Mazina KE, Strader CD, Fong TM (1992). „cDNA sequence and heterologous expression of the human neurokinin-3 receptor”. Biochem. Biophys. Res. Commun. 184 (2): 966—72. PMID 1374246. doi:10.1016/0006-291X(92)90685-E.
2. 1 2  „Entrez Gene: TACR3 tachykinin receptor 3”.
3. ↑  Quartara L, Altamura M (2006). „Tachykinin receptors antagonists: from research to clinic”. Curr Drug Targets. 7 (8): 975—92. PMID 16918326. doi:10.2174/138945006778019381.

## Dodatna literatura
- Khawaja AM, Rogers DF (1996). „Tachykinins: receptor to effector.”. Int. J. Biochem. Cell Biol. 28 (7): 721—38. PMID 8925404. doi:10.1016/1357-2725(96)00017-9.
- Advenier C, Lagente V, Boichot E (1997). „The role of tachykinin receptor antagonists in the prevention of bronchial hyperresponsiveness, airway inflammation and cough.”. Eur. Respir. J. 10 (8): 1892—906. PMID 9272936. doi:10.1183/09031936.97.10081892.
- Buell G; Schulz MF; Arkinstall SJ;  . (1992). „Molecular characterisation, expression and localisation of human neurokinin-3 receptor.”. FEBS Lett. 299 (1): 90—5. PMID 1312036. doi:10.1016/0014-5793(92)80107-R.
- Takahashi K, Tanaka A, Hara M, Nakanishi S (1992). „The primary structure and gene organization of human substance P and neuromedin K receptors.”. Eur. J. Biochem. 204 (3): 1025—33. PMID 1312928. doi:10.1111/j.1432-1033.1992.tb16724.x.
- Xie GX, Miyajima A, Goldstein A (1992). „Expression cloning of cDNA encoding a seven-helix receptor from human placenta with affinity for opioid ligands.”. Proc. Natl. Acad. Sci. U.S.A. 89 (9): 4124—8. PMC 525645 . PMID 1315051. doi:10.1073/pnas.89.9.4124.
- Huang RR; Cheung AH; Mazina KE;  . (1992). „cDNA sequence and heterologous expression of the human neurokinin-3 receptor.”. Biochem. Biophys. Res. Commun. 184 (2): 966—72. PMID 1374246. doi:10.1016/0006-291X(92)90685-E.
- Dion S; Corcos J; Carmel M;  . (1988). „Substance P and neurokinins as stimulants of the human isolated urinary bladder.”. Neuropeptides. 11 (2): 83—7. PMID 2452993. doi:10.1016/0143-4179(88)90015-7.
- Krause JE; Staveteig PT; Mentzer JN;  . (1997). „Functional expression of a novel human neurokinin-3 receptor homolog that binds [3H]senktide and [125I-MePhe7]neurokinin B, and is responsive to tachykinin peptide agonists.”. Proc. Natl. Acad. Sci. U.S.A. 94 (1): 310—5. PMC 19326 . PMID 8990205. doi:10.1073/pnas.94.1.310.
- Brunelleschi S, Bordin G, Colangelo D, Viano I (1999). „Tachykinin receptors on human monocytes: their involvement in rheumatoid arthritis.”. Neuropeptides. 32 (3): 215—23. PMID 10189055. doi:10.1016/S0143-4179(98)90040-3.
- Page NM; Woods RJ; Gardiner SM;  . (2000). „Excessive placental secretion of neurokinin B during the third trimester causes pre-eclampsia.”. Nature. 405 (6788): 797—800. PMID 10866201. doi:10.1038/35015579.
- Bellucci F; Carini F; Catalani C;  . (2002). „Pharmacological profile of the novel mammalian tachykinin, hemokinin 1.”. Br. J. Pharmacol. 135 (1): 266—74. PMC 1573107 . PMID 11786503. doi:10.1038/sj.bjp.0704443.
- Strausberg RL; Feingold EA; Grouse LH;  . (2003). „Generation and initial analysis of more than 15,000 full-length human and mouse cDNA sequences.”. Proc. Natl. Acad. Sci. U.S.A. 99 (26): 16899—903. PMC 139241 . PMID 12477932. doi:10.1073/pnas.242603899.
- Graham GJ; Stevens JM; Page NM;  . (2005). „Tachykinins regulate the function of platelets.”. Blood. 104 (4): 1058—65. PMID 15130944. doi:10.1182/blood-2003-11-3979.
- Gerhard DS; Wagner L; Feingold EA;  . (2004). „The status, quality, and expansion of the NIH full-length cDNA project: the Mammalian Gene Collection (MGC).”. Genome Res. 14 (10B): 2121—7. PMC 528928 . PMID 15489334. doi:10.1101/gr.2596504.
- Page NM, Dakour J, Morrish DW (2006). „Gene regulation of neurokinin B and its receptor NK3 in late pregnancy and pre-eclampsia.”. Mol. Hum. Reprod. 12 (7): 427—33. PMID 16709596. doi:10.1093/molehr/gal025.

## Spoljašnje veze
- „Tachykinin Receptors: NK3”. IUPHAR Database of Receptors and Ion Channels. International Union of Basic and Clinical Pharmacology. Архивирано из оригинала 31. 05. 2012. г.